# Sześciły
Sześciły (biał. Шасцілы; ros. Шестилы) – wieś na Białorusi, w obwodzie grodzieńskim, w rejonie mostowskim, w sielsowiecie Kuryłowicze, nad Szczarą. Leżą na terenie Rezerwatu Krajobrazowego Puszcza Lipiczańska.
W dwudziestoleciu międzywojennym leżały w Polsce, w województwie nowogródzkim, powiecie szczuczyńskim (do 1929 w powiecie lidzkim), w gminie Orla.